# Lista de prefeitos de São Jorge d'Oeste
Esta é a lista de prefeitos e vice-prefeitos do município de São Jorge d'Oeste, estado brasileiro do Paraná.
| Nº | Nome                              | Partido | Vice-prefeito                         | Início do mandato     | Fim do mandato         | Observações                                                                   |
| 1  | Ary Francisco Rupp                | PTB     | Carlos Soares Pinto Aboudib           | 1º de janeiro de 1964 | 31 de dezembro de 1968 | Primeiro prefeito eleito                                                      |
| 2  | Adelarte Debortoli                | ARENA   | Cyro Poyer                            | 1º de janeiro de 1969 | 31 de dezembro de 1972 | Prefeito e vice eleitos em sufrágio universal                                 |
| 3  | Cyro Poyer                        | ARENA   | Armando Antonio Thomaz                | 1º de janeiro de 1973 | 31 de dezembro de 1976 | Prefeito e vice eleitos em sufrágio universal                                 |
| 4  | Adelarte Debortoli                | ARENA   | Juarez Jordani                        | 1º de janeiro de 1977 | 1° de abril de 1982    | Prefeito e vice eleitos em sufrágio universal, falecido durante o mandato     |
| 5  | Agostinho Locatelli               | PDS     | Cargo vago                            | 1º de abril de 1982   | 31 de dezembro de 1983 | Prefeito interino                                                             |
| 6  | Egídio Veronese                   | PMDB    | Albino José Corti                     | 1º de janeiro de 1983 | 31 de dezembro de 1988 | Prefeito e vice eleitos em sufrágio universal                                 |
| 7  | Juarez Jordani                    | PDS     | Armando Antonio Thomaz                | 1º de janeiro de 1989 | 31 de dezembro         | Prefeito e vice eleitos em sufrágio universal                                 |
| 8  | Armando Antônio Thomaz            | PDT     | Alfredo Cabral                        | 1º de janeiro de 1993 | 31 de dezembro de 1996 | Prefeito e vice eleitos em sufrágio universal                                 |
| 9  | Luís Corti                        | PMDB    | Adelarte Debortoli                    | 1º de janeiro de 1997 | 31 de dezembro de 2000 | Prefeito e vice eleitos em sufrágio universal                                 |
| 9  | Luís Corti                        | PMDB    | Dr. Júlio                             | 1º de janeiro de 2001 | 31 de dezembro de 2004 | Prefeito e vice reeleitos em sufrágio universal                               |
| 10 | Adair Ceccatto (Professor Pardal) | PT      | Juarez Jordani (PP)                   | 1º de janeiro de 2005 | 31 de dezembro de 2008 | Prefeito e vice eleitos em sufrágio universal                                 |
| 11 | Leila da Rocha                    | PMDB    | Paulo Palsikowski (PMDB)              | 1º de janeiro de 2009 | 31 de dezembro de 2012 | Prefeita e vice eleitos em sufrágio universal                                 |
| 12 | Lorimar Gaio (Lori)               | PV      | Gilmar Paixão (PT)                    | 1º de janeiro de 2013 | 5 de novembro de 2013  | Prefeito e vice eleitos em sufrágio universal cujo titular renunciou ao cargo |
| 13 | Gilmar Paixão                     | PT      | Cargo vago                            | 5 de novembro de 2013 | 31 de dezembro de 2016 | Prefeito assumiu após a renúncia do titular                                   |
| 13 | Gilmar Paixão                     | PDT     | Emiliano Ademir Ribeiro Viesba (PMDB) | 1° de janeiro de 2017 | 31 de dezembro de 2020 | Prefeito reeleito e vice eleito em sufrágio universal                         |
| 14 | Leila da Rocha                    | PSC     | Vanderlei Trevelin (PL)               | 1º de janeiro de 2021 | 31 de dezembro de 2024 | Prefeita e vice eleitos em sufrágio universal                                 |
| 15 | Gelson Coelho                     | REP     | Gilmar Paixão (PDT)                   | 1° de janeiro de 2025 | Atualidade             | Prefeita e vice eleitos em sufrágio universal                                 |